# Mistelbach, Bavaria
Mistelbach este o comună din districtul Bayreuth, regiunea administrativă Franconia Superioară, landul Bavaria, Germania.

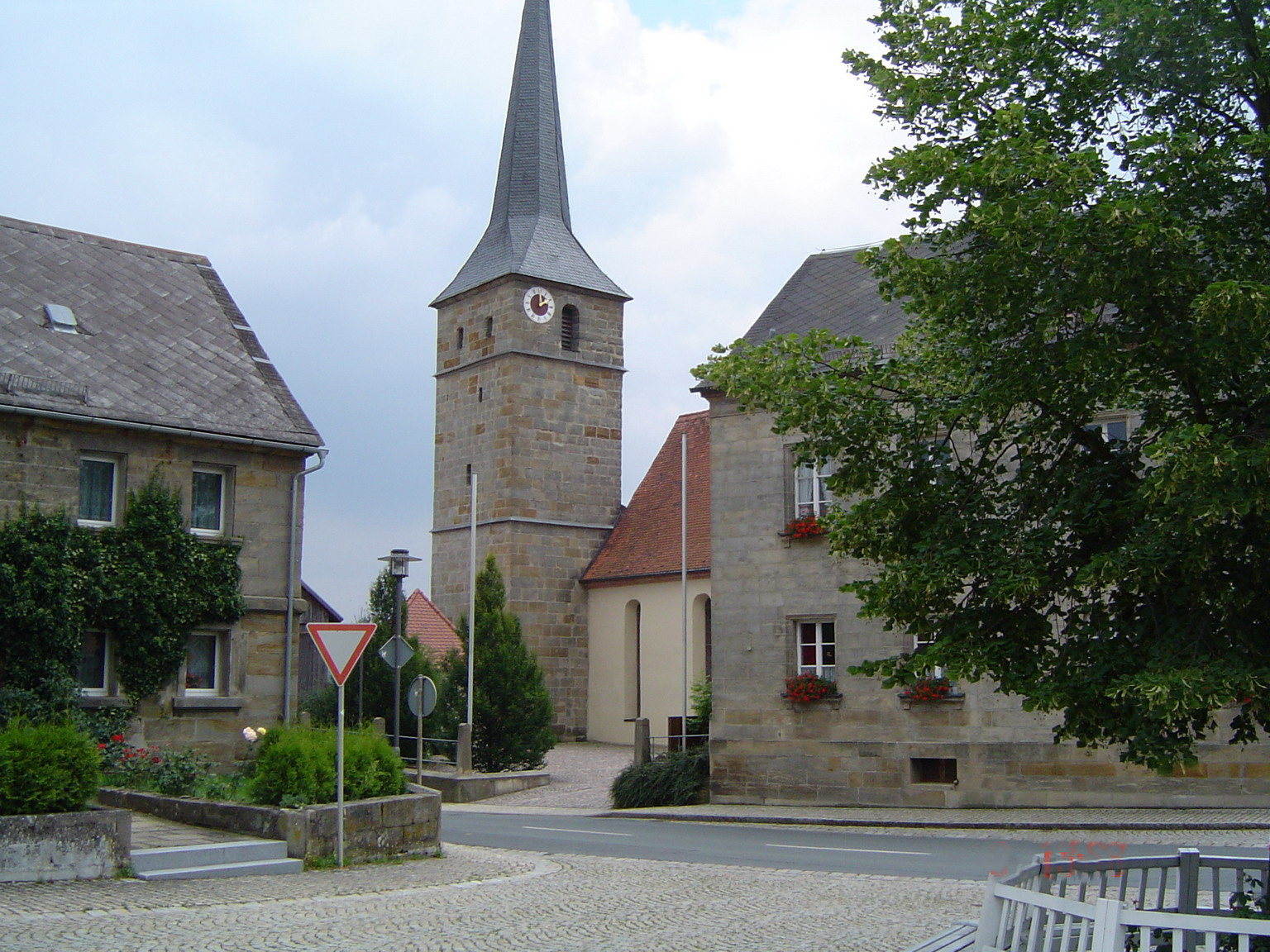
Mistelbach
(Biserica Evanghelică St.Bartolomäus)